# Jujja Wieslander
Jujja Wieslander (ur. 1944) – szwedzka autorka książek dla dzieci.
Nakładem Wydawnictwa Zakamarki w Polsce ukazały się następujące tytuły:
| Lp. | Tytuł polski                        | Tytuł oryginalny               | Ilustrator     | Rok pierwszego wydania w Szwecji | Rok pierwszego wydania w Polsce |
| --- | ----------------------------------- | ------------------------------ | -------------- | -------------------------------- | ------------------------------- |
| 1   | Mama Mu na huśtawce                 | Mamma Mu gungar                | Sven Nordqvist | 1993                             | 2007                            |
| 2   | Mama Mu na sankach                  | Mamma Mu åker bobb             | Sven Nordqvist | 1994                             | 2007                            |
| 3   | Mama Mu sprząta                     | Mamma Mu städar                | Sven Nordqvist | 1997                             | 2008                            |
| 4   | Mama Mu buduje                      | Mamma Mu bygger koja           | Sven Nordqvist | 1995                             | 2008                            |
| 5   | Mama Mu nabija sobie guza           | Mamma Mu får ett sår           | Sven Nordqvist | 2006                             | 2009                            |
| 6   | Mama Mu na rowerze i inne historie  | Mamma Mu och Kråkan            | Sven Nordqvist | 1991                             | 2011                            |
| 7   | Mama Mu czyta                       | Mamma Mu laser                 | Sven Nordqvist | 2011                             | 2012                            |
| 8   | Mama Mu na drzewie i inne historie  | Mamma Mu klättrar i träd       | Sven Nordqvist | 2005                             | 2013                            |
| 9   | Wigilia Mamy Mu i Pana Wrony        | Mamma Mu och Kråkans jul       | Sven Nordqvist | 2008                             | 2014                            |
| 10  | Mama Mu na wycieczce i inne komiksy | Mamma Mu och Kråkan på utflykt | Sven Nordqvist | 2016                             | 2017                            |
| 11  | Mama Mu na zjeżdżalni               | Mamma Mu åker rutschkana       | Sven Nordqvist | 2003                             | 2019                            |

| Lp. | Tytuł polski   | Tytuł oryginalny     | Ilustrator     | Rok pierwszego wydania w Szwecji | Rok pierwszego wydania w Polsce |
| --- | -------------- | -------------------- | -------------- | -------------------------------- | ------------------------------- |
| 1   | Kajtek i Miś   | Lillebror och Nalle  | Olof Landström | 1990                             | 2014                            |
| 2   | Kajtek i Tosia | Lillebror och Billan | Jens Ahlbom    | 1993                             | 2018                            |